# Fetești (Ialomița megye)
Fetești municípium Ialomița megyében, Munténiában, Romániában. A hozzá tartozó települések: Buliga, Fetești-Gară és Vlașca.

## Fekvése
A Bărăgan-alföldön fekszik, a Borceai-Duna-ág bal partján, a megyeszékhelytől, Sloboziatól, hatvankét kilométerre délkeletre. Áthalad rajta a Bukarestet Konstancával összekötő vasútvonal illetve A2-es autópálya.

## Története
A település első írásos említése 1528-ból való.
A 19. század végén városi jellegű községi rangban Ialomița megye Ialomița-Balta járásához tartozott és egyedül Fetești településéből állt, összesen 1236 lakossal. A község területén ekkor egy telegráf iroda, egy posta, egy templom és két iskola működött.
1925-ös évkönyv szerint Fetești járás központja volt, 1293 lakossal és Gara Fetești illetve Feteștii Noi településekből állt, összesen 5312 lakossal.
1931-ben a mai város területén két község is létezett, Fetești (mely Buliga, Fetești és Feteștii Noi falvakból állt) és Fetești-Gară (melyet pedig Fetești-Gară és Coloniști falvak alkottak), de ezeket néhány évvel később egyesítették.
1950-ben Fetești, már mint város, a Ialomițai régió Fetești rajonjának volt a központja, majd 1952-től a Constanțai régióhoz tartozott, egészen 1956-ig, amikor a Bukaresti régió része lett. Az 1968-as új megyerendszerben ismét Ialomița megyéhez csatolták. 1995-ben municípiumi rangot kapott.
A városban működik a 86-os számú légibázis, amely 2004 óta hivatalosan a NATO egyik légibázisa.

## Lakossága
| Nemzetiségek        | 2002  | 2002   |
| ------------------- | ----- | ------ |
| Románok             | 31700 | 95,21% |
| Romák               | 1503  | 4,51%  |
| Lipovánok           | 55    | 0,16%  |
| Magyarok            | 12    | 0,03%  |
| Németek             | 9     | 0,02%  |
| Tatárok             | 5     | 0,01%  |
| Törökök             | 4     | 0,01%  |
| Szerbek             | 1     | 0,0%   |
| Görögök             | 1     | 0,0%   |
| Zsidók              | 1     | 0,0%   |
| Egyéb nemzetiségűek | 3     | 0,0%   |
| Összesen            | 33294 | 100,0% |

## Címere

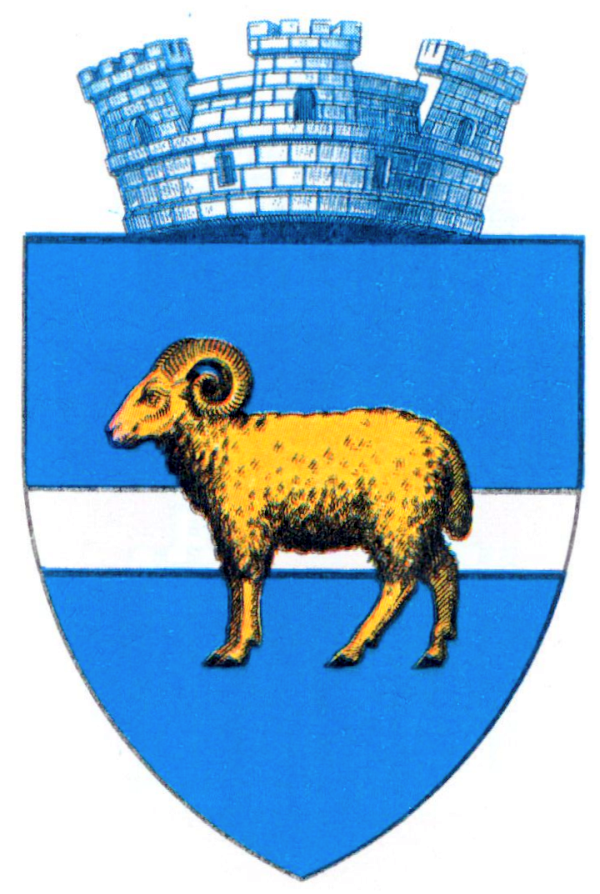
A két világháború között
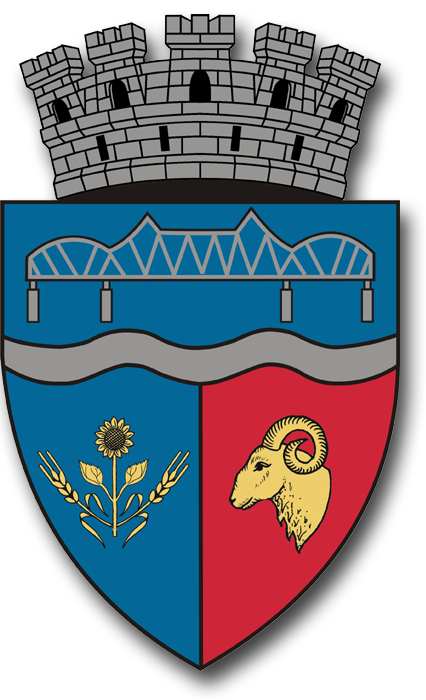
A jelenlegi

## Látnivalók
A román Nemzeti kulturális és örökségvédelmi hivatal által számon tartott műemlékek Fetești városában a következők:
- A várost Cernavodă-val összekötő vasúti hidat 1895-ben építették Anghel Saligny tervei alapján.
- Adormirea Maicii Domnului ortodox templom - 1882-ben épült.
- Szent Miklós ortodox templom - 1884-ben épült.
- Két lakóház 1905-ből illetve 1923-ból.
- A 2. számú általános iskola épülete 1873-ból.
- A kórház épülete 1908-ban épült.
- Malom a 20. század elejéről.
- „La Scursoare” régészeti lelőhely 10. illetve  11. századi települések maradványaival.

## Híres emberek
- Ion Vlad (Fetești, 1920. május 24.–Párizs, 1992. január 28.), szobrász.